# Diego Muñoz
Diego Muñoz Erenchun (Santiago, 11 de febrero de 1976) es un actor chileno.

## Biografía
Nació el 11 de febrero de 1979 en Santiago. Hijo de Sergio Muñoz y de Maite Erenchun. Tiene cuatro hermanos: Felipe, Francisca, María Paz y Álvaro.
Cursó la enseñanza básica en Saint George's College de Vitacura, y continuó sus estudios en el Colegio Francisco de Asís, en Las Condes. Posteriormente, ingresó a teatro en la Academia Club de Teatro. Egresó en 1998.
En 1998 debutó en la teleserie Borrón y cuenta nueva, de Televisión Nacional de Chile. Más tarde participó en otras producciones dramáticas en Canal 13. Se consolida como actor y galán en la teleserie Machos.
Paralelamente, ha participado en diversos filmes dentro de los que se cuenta Sábado y Malta con Huevo, y montajes teatrales. 
Encarnó a José Antonio Pérez Cotapos, en la serie Héroes de Carne y Hueso (Canal 13, 2007).
En 2010 es protagonista de la producción de TVN, Martín Rivas.
En su labor teatral ha actuado en obras como "Juegos a la hora de la siesta" y dirigido en ¿Estás ahí? de  2008.

## Filmografía

### Cine
| Películas | Películas                             | Películas          | Películas |
| Año       | Película                              | Personaje          |           |
| --------- | ------------------------------------- | ------------------ | --------- |
| 1998      | Año nuevo, vida nueva (Corto)         |                    |           |
| 1998      | El entusiasmo                         | Fernando joven     |           |
| 2000      | Dos hermanos: En un lugar de la noche | Agustín            |           |
| 2003      | Sábado                                | Diego              |           |
| 2007      | Malta con huevo                       | Vladimir           |           |
| 2007      | La vida me mata                       | Álvaro             |           |
| 2009      | Súper, todo Chile adentro             | Leo                |           |
| 2009      | Weekend                               | Novio de Francisca |           |
| 2010      | Drama                                 | Romeo              |           |
| 2012      | No                                    | Carlos             |           |
| 2013      | El Tío                                | Militar            |           |
| 2015      | El club                               | Diego              |           |
| 2019      | Ema                                   |                    |           |

## Televisión
| Año       | Título                   | Papel                                | Ref.   |
| --------- | ------------------------ | ------------------------------------ | ------ |
| 1998      | Borrón y cuenta nueva    | Luis                                 |        |
| 1999      | Cerro Alegre             | Jorge Andrés León                    | [ 11 ] |
| 2000      | Corazón Pirata           | Danilo Marambio                      |        |
| 2003      | Machos                   | Amaro Mercader                       | [ 12 ] |
| 2004      | Hippie                   | José Francisco Arrieta               |        |
| 2004      | Tentación                | Vicente Urrutia                      |        |
| 2005      | Gatas y tuercas          | Joaquín Mena                         |        |
| 2006      | Charly tango             | Tomás Riquelme                       |        |
| 2007–2008 | Lola                     | Gastón Correa                        |        |
| 2010      | Martín Rivas             | Martín Rivas                         | [ 13 ] |
| 2011      | Témpano                  | Nicolás Duarte                       |        |
| 2012      | Reserva de familia       | Raúl Ruiz-Tagle                      |        |
| 2013      | Dos por uno              | Ramiro Hernández / Valentina Infante | [ 14 ] |
| 2014      | El amor lo manejo yo     | Julián Jiménez                       |        |
| 2016–2017 | Sres. papis              | Gustavo Olavarría                    |        |
| 2018      | Casa de muñecos          | Santiago Valladares                  |        |
| 2019–2021 | 100 días para enamorarse | Pedro Valdés                         | [ 15 ] |
| 2021–2022 | Pobre novio              | Eduardo Santander                    |        |
| 2023–2024 | Como la vida misma       | Alonso Valdés                        | [ 16 ] |

| Año  | Título                               | Papel                      | Ref.   |
| ---- | ------------------------------------ | -------------------------- | ------ |
| 2002 | Más que amigos                       | Rodrigo Osorio             |        |
| 2007 | Héroes                               | José Antonio Pérez-Cotapos |        |
| 2011 | Karma                                | Romeo                      |        |
| 2012 | El diario secreto de una profesional |                            |        |
| 2013 | Prófugos 2                           | Gabriel Villalobos         |        |
| 2015 | Dueños del paraíso                   | Gerardo Casanegra          | [ 17 ] |
| 2020 | La jauría                            | Marco                      |        |

#### Programas
2024: Top Chef VIP Chile como concursante

#### Publicidad
- 2010: Rotter & Krauss - Protagonista del comercial
- 2011: Packard Bell - Protagonista del comercial

## Teatro
- Kaspar 1997
- Yo solo soy casualmente yo 1998
- Juegos a la hora de la siesta 2000/2001[18]
- Splendid´s 2004
- Criminal 2006
- ¿Estás ahí? 2008 - Dirección[19]